# Digital Cinema Initiatives
Digital Cinema Initiatives, LLC o DCI è un'associazione formata da un gruppo di studi cinematografici per il cinema digitale. Lo scopo principale di DCI è quello di stabilire e documentare le specifiche di un'architettura aperta per il cinema digitale che garantisca un livello elevato ed uniforme di prestazioni tecniche, affidabilità e qualità. Attraverso la definizione di un insieme comune di requisiti può essere assicurata l'interoperabilità e la compatibilità tra i prodotti.

## Storia
L'organizzazione è stata costituita nel marzo 2002 da Metro Goldwyn Mayer, Paramount Pictures, Sony Pictures Entertainment, 20th Century Fox, Universal Studios, The Walt Disney Company e Warner Bros. Pictures.

## Specifiche audio-video
- Video:
  - (4K) 4096x2160 pixel a 24 fps
  - (2K) 2048x1080 pixel a 48 fps
  - (2K) 2048x1080 pixel a 24 fps
  - 3×12 bit per pixel (12 bit x colore)
    - Nel 2K con formato 2,39 viene usata una risoluzione di 2048x858 pixels
    - Nel 2K con formato 1,85 viene usata una risoluzione di 1998x1080 pixels

  - Immagini  compresse in formato JPEG 2000
    - Da 0 a 6 livelli per la risoluzione 4k
    - Da 0 a 5 livelli per la risoluzione 2k
    - Livello di compressione di 2,35 bits/pixel (4K a 48 fps)
    - Livello di compressione di 1,17 bits/pixel (4K a 24 fps)
    - Livello di compressione di 4,71 bits/pixel (2K a 24 fps)

  - Bit Rate sino a 250 Mbit/s
  - Crittografia AES
- Audio:
  - Codifica PCM non compresso a 24 kHz, 48 kHz o 96 kHz
  - Sino a 16 canali